# Catedrala Sfântul Iosif din Beijing
Catedrala Sfântul Iosif din Beijing (王府井天主堂), cunoscută și drept Catedrala Wangfujing) este o biserică romano-catolică din centrul orașului Beijing, pe strada Wangfujing.

## Istoric
Terenul construcției a fost donat iezuților de Împăratul Shunzhi, favorabil acestora.
O mică biserică a fost mai înainte construită în acest loc, în 1653, pe proprietatea părintelui iezuit Lodovico Buglio.